# Tapani Niku
Tapani Niku (* 1. April 1895 in Haapavesi; † 6. April 1989 in Lahti) war ein finnischer Skilangläufer.

## Werdegang
Niku, der für den Haapaveden NSU ta und den Haapaveden Hiihtäjät startete und als Förster tätig war, gewann fünfmal den Oulun Tervahiihto (1915, 1916, 1919, 1923, 1925). Im Jahr 1916 gewann er mit der Silbermedaille über 60 km seine erste Medaille bei finnischen Meisterschaften. Diese Platzierung wiederholte er im Jahr 1920 über 30 km. Zudem wurde er bei finnischen Meisterschaften jeweils viermal Meister über 30 km (1921, 1923, 1925, 1926), 10 km (1923–1926) und einmal über 60 km (1925). In den Jahren 1920 und 1921 siegte er in Åre und errang im Jahr 1921 beim Holmenkollen Skifestival den sechsten Platz über 50 km. Im folgenden Jahr lief er beim Holmenkollen Skifestival auf den zweiten Platz über 50 km. Bei den ersten Lahti Ski Games 1923 siegte er im Lauf über 50 km.
Im folgenden Jahr holte Niku bei den Olympischen Winterspielen 1924 in Chamonix die Bronzemedaille über 18 km und siegte erneut bei den Lahti Ski Games über 50 km. Zudem triumphierte er bei den Lahti Ski Games über 10 km. Bei den Lahti Ski Games 1925 errang er den zweiten Platz über 10 km und den ersten Platz über 50 km. Bei den Nordischen Skiweltmeisterschaften 1926 in Lahti kam er auf den 13. Platz über 30 km und auf den sechsten Rang über 50 km. Sein letztes internationales Rennen absolvierte er 1926 beim Holmenkollen Skifestival, das er auf dem fünften Platz über 50 km beendete.